# День хрещення Київської Русі — України

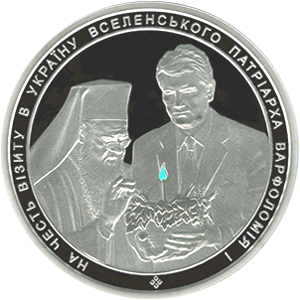
На реверсі пам'ятної монети «На честь візиту в Україну Вселенського Патріарха Варфоломія І» в колі зображено Президента України В.Ющенка, який тримає вінок із запаленою свічкою, полум'я якої імітує голограма, та Вселенського Патріарха Варфоломія І.

День хре́щення Ки́ївської Ру́сі́ — Украї́ни — державна пам'ятна дата в Україні на честь хрещення Русі, що відзначається щорічно 28 липня — у день пам'яті святого рівноапостольного князя Володимира.

## Історія
Державне свято встановлене в Україні в рамках святкування 1020-річчя хрещення Київської Русі згідно з Указом Президента України В.Ющенка від 25 липня 2008 року № 668/2008 «Про День хрещення Київської Русі — України». В Указі сказано: 
|  | Ураховуючи значення православних традицій в історії і розвитку українського суспільства, на підтримку ініціативи Національної ради з питань культури і духовності, Українського фонду культури, Української православної церкви, Української православної церкви Київського патріархату, Української автокефальної православної церкви, громадськості постановляю установити в Україні День хрещення Київської Русі — України, який відзначати щорічно 28 липня, у день пам'яті святого рівноапостольного князя Володимира — хрестителя Київської Русі |

2009 року, вітаючи українців зі святом президент Віктор Ющенко зазначив: 
|  | Це свято відзначаємо у день Святого Володимира — одного із засновників і покровителів нашої державності. Для нас цей день фіксує і означає кілька принципових понять. Це — спадкоємність тисячолітньої історії України, нашої нації і держави. Це — неподільність Українського народу і його єдність навколо ідеї сильної держави і віри. Це — соборність усіх українців і всіх українських земель навколо рідної державної і духовної столиці — Києва. Це — велика присутність Києва у світовій історії і його цивілізаційний вплив на сусідні землі і народи. Це — єдність нашого державного і духовного начала. |

## Хрещення Русі на монетах
|                                                     |  |                                                      |  |                                             |  |                                                                        |  |
| «Хрещення Київської Русі» (100 грн, 2008 рік) Аверс |  | «Хрещення Київської Русі» (100 грн, 2008 рік) Реверс |  | Монета НБУ 2000 року «Хрещення Русі» Реверс |  | Монета СРСР 25 карбованців 1988 року «1000-ліття хрещення Русі» Реверс |  |